# All Japan Sports Prototype Championship
Die Zen-Nihon Sports Prototype Senshuken (jap. 全日本スポーツプロトタイプ選手権, engl. All Japan Sports Prototype Championship, abgekürzt JSPC) war eine in Japan stattfindende, nationale Meisterschaft für Prototypen der Gruppe C und IMSA-GTP-Serie. Sie wurde von der Nihon Jidōsha Renmei (日本自動車連盟, engl. Japan Automobile Federation, JAF) gegründet und bot in ihren frühen Jahren auch Fahrzeuge nach Tourenwagenreglement.

## Geschichte
Die Rennserie begann 1983 unter dem Namen Zen-Nihon Taikyū Senshuken (全日本耐久選手権, engl. All Japan Endurance Championship) als eine Langstreckenmeisterschaft, die die japanische Tourenwagenmeisterschaft ablösen sollte. Zur Einführung der Rennserie waren vier Fahrzeugklassen vertreten, die A, B, C und D genannt wurden. Die Klassen A und B waren für Tourenwagen bestimmt, die nach FIA-Reglement definiert waren (Gruppe A und Gruppe B). Herzstück der Rennserie waren die Klassen C und D, in denen Fahrzeuge aus der Camel-Light-Klasse der IMSA und der Gruppe C2 der damaligen Sportwagen-Weltmeisterschaft (WEC) beziehungsweise aus der GTP-Klasse (IMSA) und der Gruppe C1 (WEC) antraten. In der ersten Saison standen drei Läufe im Rennkalender, von denen einer Teil der Sportwagen-Weltmeisterschaft war. Das bedeutete, dass Fahrer, die nur in der nationalen Serie antraten auch in der Weltmeisterschaft gewertet wurden.
Im Jahr 1987 wurden die Tourenwagenklassen aus der Rennserie ausgegliedert, da diese ab sofort nur noch in der zwei Jahre zuvor gegründeten Meisterschaft für Tourenwagen namens All Japan Touring Car Championship antraten. Mit diesem Schritt wollte man die nun Zen-Nihon Sports Prototype Car Taikyū Senshuken (jap. 全日本スポーツプロトタイプカー耐久選手権, engl. All Japan Sports Prototype Car Endurance Championship) genannte Meisterschaft besser abgrenzen.
Während ihres zehnjährigen Bestehens erlangte die Rennserie Bekanntheit durch den Wettstreit zwischen den diversen Porsche 956/962C und den japanischen Herstellern Toyota, Nissan und Mazda mit eigenen Werksteams. Wegen der nachlassenden Popularität, der in die Höhe schießenden Kosten sowie der aussterbenden Gruppe C und IMSA-GTP-Klasse löste die JAF die Serie am Ende der Saison 1992 auf. Als Ersatz wurde die All Japan Grand Touring Car Championship (JGTC) gegründet, in der es den Gruppe-C-Wagen erlaubt war für weitere zwei Jahre zu starten, bevor sie endgültig verboten wurden.
Im Jahr 2006 gab es erneut eine japanische Rennserie für Sportwagenrennen, die Japan Le Mans Challenge.

## Champions

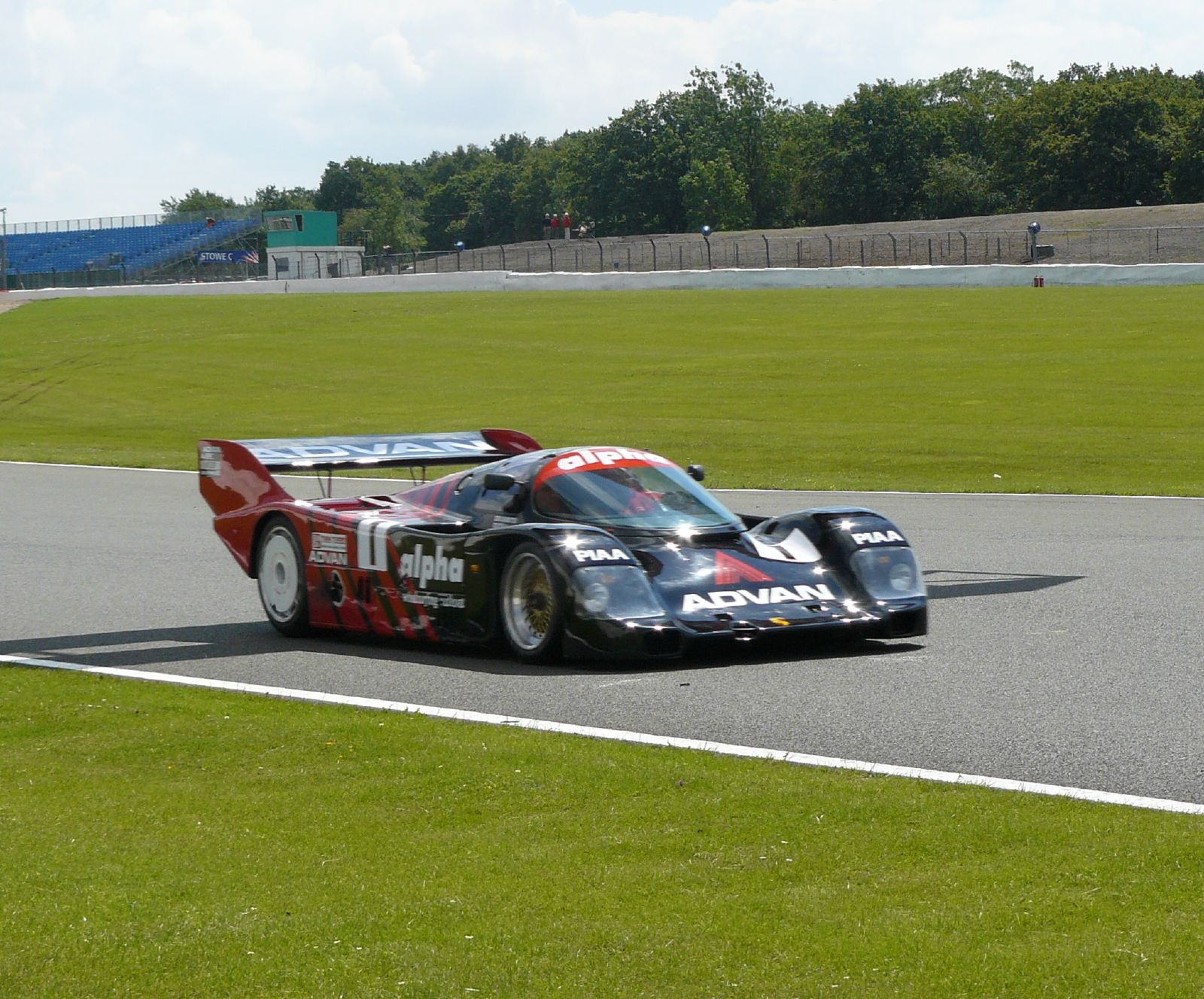
Der Yokohama Advan Porsche 962C, der die Meisterschaft drei Mal gewonnen hat.

| Jahr | Jahr      | Meister                             | Hersteller |
| ---- | --------- | ----------------------------------- | ---------- |
| 1983 | 1983      | Naohiro Fujita Vern Schuppan        | Porsche    |
| 1984 | 1984      | Naoki Nagasaka Keiichi Suzuki       | Lotec-BMW  |
| 1985 | 1985      | Kunimitsu Takahashi Kenji Takahashi | Porsche    |
| 1986 | 1986      | Kunimitsu Takahashi Kenji Takahashi | Porsche    |
| 1987 | 1987      | Kunimitsu Takahashi Kenny Acheson   | Porsche    |
| 1988 | 1988      | Hideki Okada Stanley Dickens        | Porsche    |
| 1989 | 1989      | Kunimitsu Takahashi Stanley Dickens | Porsche    |
| 1990 | 1990      | Masahiro Hasemi Anders Olofsson     | Nissan     |
| 1991 | 1991      | Kazuyoshi Hoshino Toshio Suzuki     | Nissan     |
| 1992 | Klasse C  | Geoff Lees Jan Lammers              | Toyota     |
| 1992 | Klasse C1 | Kazuyoshi Hoshino                   | Nissan     |